# World 3-Cushion Grand Prix

Logo UMB (ausrichtender Verband)

Der World 3-Cushion Grand Prix ist ein Dreiband-Einladungsturnier das 2021 erstmals offiziell ausgetragen wurde. Es ist mit einem Preisgeld von 376.100.000 ₩ eines der höchstdotierten Dreibandturniere. 2023 wurde das Preisgeld auf 600.000.000 ₩ erhöht.

2025 startet die UMB die Turnierserie unter neuem Namen und neuen Hauptsponsoren neu. Gestartet wird die Serie im Dezember mit den 'Blois 3-Cushion Masters' in Blois (F), gesponsort von der französischen Billardfirma 'DOOZY'. im Jahr 2026 sind unter dem Namen 'UMB 3-Cushion World Masters' vier Turniere geplant. Der Sponsor ist die Nachfolgefirma von 'KOZOOM' und heißt 'DRAWSHOTS'.

## Geschichte
In Südkorea wurden in den letzten Jahren verschiedene Turniere mit hohen Preisgeldern durchgeführt. Alle Turniere fanden aber nicht das optimale System und wurden nicht weitergeführt.
Nach der COVID-19-Pandemie entschloss sich die koreanische Five&Six-Billardorginisation in Verbindung mit der UMB wieder ein internationales Turnier durchzuführen. Es wurden die ersten 21 Plätze der Weltrangliste (der Koreaner Cho Myung-woo (10) konnte aufgrund seines Militärdienstes nicht teilnehmen), sowie zwei Europäische und zwei koreanische Damen eingeladen. Die restlichen sieben Plätze wurden in einem Qualifikationsturnier unter koreanischen Spielern ermittelt. Alle europäischen Teilnehmer mussten vor dem Turnier in eine zweiwöchige Quarantäne in einem Hotel verbringen. Die Kosten übernahm die UMB.
Vier Teilnehmer (Marco Zanetti (2), Martin Horn (13), Jérémy Bury (15) und Nguyễn Đức Anh Chiến (16)) sagten aus diesem Grund und der Pandemie das Turnier ab. Ihre Startplätze wurden durch koreanische Teilnehmer besetzt.
Der Spanier Antonio Montes war vor Turnierbeginn als Ersatzspieler nominiert. Durch die Absage der gesetzten Spieler rückte er sofort ins Teilnehmerfeld.
Auf einer UMB-Versammlung am 11. und 12. Februar 2023 in Ankara wurde beschlossen das die UMB, Five&Six und der neue strategische Partner Innocean (s. Weblink) in den Jahren 2024, 2025 und 2026 jeweils drei World 3-Cushion Grand Prix in Korea ausrichten wird.

## Preisgeld 2021
| Preisgeld ₩ | Preisgeld ₩ |
| ----------- | ----------- |
| Sieger      | 100.000.000 |
| Finalist    | 50.000.000  |
| 3. Platz    | 30.000.000  |
| 4. Platz    | 25.000.000  |
| 5. Platz    | 17.500.000  |
| 6. Platz    | 15.000.000  |
| 7. Platz    | 12.500.000  |
| 8. Platz    | 10.000.000  |
| 9. Platz    | 7.500.000   |
| 10. Platz   | 7.000.000   |
| 11. Platz   | 6.500.000   |
| 12. Platz   | 6.100.000   |
| 13. Platz   | 5.700.000   |
| 14. Platz   | 5.400.000   |
| 15. Platz   | 5.100.000   |
| 16. Platz   | 4.800.000   |

| Preisgeld ₩ | Preisgeld ₩ |
| ----------- | ----------- |
| 17. Platz   | 4.500.000   |
| 18. Platz   | 4.300.000   |
| 19. Platz   | 4.100.000   |
| 20. Platz   | 3.900.000   |
| 21. Platz   | 3.700.000   |
| 22. Platz   | 3.500.000   |
| 23. Platz   | 3.300.000   |
| 24. Platz   | 3.100.000   |
| 25. Platz   | 2.900.000   |
| 26. Platz   | 2.700.000   |
| 27. Platz   | 2.500.000   |
| 28. Platz   | 2.300.000   |
| 29. Platz   | 2.100.000   |
| 30. Platz   | 1.900.000   |
| 31. Platz   | 1.700.000   |
| 32. Platz   | 1.500.000   |

| Extra-Preisgelder               | Extra-Preisgelder |
| ------------------------------- | ----------------- |
| Höchstserie                     | 2.000.000         |
| Bester Einzeldurchschnitt       | 2.000.000         |
| Höchste Punktzahl in 25 Minuten | 1.000.000         |
| Weltrekord (28 Punkte)          | 5.000.000         |
| Neuer Weltrekord                | 10.000.000        |
| Insgesamt                       | 376.100.000       |

## Turniermodus
Das Turnier ist ein Mammutturnier. Erst wurden 4 Gruppen mit 8 Teilnehmern gebildet. Gespielt wurde im Round-Robin-Modus. Danach spielten die vier Gruppenbesten in zwei Gruppen mit acht Teilnehmern wieder im Round-Robin-Modus gegeneinander. Wieder qualifizierten sich die vier Gruppenbesten für die letzte Gruppe mit acht Teilnehmern. Auch hier wurde wieder im Round-Robin-Modus gespielt. Nach Abschluss dieser Runde qualifizierten sich die vier Gruppenbesten für die letzte Runde. Der Sieger der Gruppe stand bereits im Finale. Platz vier spielte gegen Platz drei. Der Sieger spielte gegen den Gruppenzweiten. Dieser Sieger spielte im Finale gegen den Gruppensieger um den Gesamtsieg. Das Finale wurde auf drei Gewinnsätze gespielt.
Das gleiche System wurde in der Verliererrunde gespielt in der die vier Spieler die in der Gruppenphase jeweils Platz vier bis acht belegten. Der Sieger dieser Runde wurde 17.
Neu war bei diesem Turnier die Regelung im Satzsystem. Gespielt wurde nicht mehr bis 15 Punkte, sondern nach Zeit. Jeder Satz dauerte 25 Minuten. Der Spieler, der bei Ablauf der Zeit spielte, konnte seine Serie zu Ende spielen. Hat ein Spieler nicht beide Sätze gewonnen, da auch unentschiedene Sätze möglich waren, gab es einen Entscheidungssatz. Dieser dauerte aber nur noch 15 Minuten. Wenn ein Spieler 17 Punkte erzielt hatte, war der Satz vorzeitig gewonnen. Pro Satz gab es ein Time-out. Der dritte (bzw. der fünfte Satz im Finale) wurde ohne Time-out ausgetragen.
In der Gruppenphase wurden erst die Matchpunkte (MP) gewertet. Danach zählte das Satzverhältnis (Ba-Sets) vor der erzielten Punktedifferenz (Be-Score).
Die Shot clock steht auf 30 Sekunden.
Beim zweiten Turnier World 3-Cushion Grand Prix 2023/1 wurde das Turniersystem verändert.
Das dritte Turnier World 3-Cushion Grand Prix 2023/2 wird als World 3-Cushion Survival ausgetragen.

## Turnierstatistiken
| Jahr   | Ort                 | Sieger                 | GD      | Finalist        | GD      | Platz 3         | GD      |
| ------ | ------------------- | ---------------------- | ------- | --------------- | ------- | --------------- | ------- |
| 2021   | Wonju               | Dick Jaspers           | 2,308   | Hwang Bong-joo  | 1,637   | Kim Jun-tae     | 1,853   |
| 2023/1 | Wonju               | Dick Jaspers           | 1,970   | Kim Haeng-jik   | 2,115   | Marco Zanetti   | 1,762   |
| 2023/2 | Seoul               | Nikos Polychronopoulos | 76 Pkt. | Tayfun Taşdemir | 72 Pkt. | Dao Van Ly      | 68 Pkt. |
| 2024/1 | Seoul               | Cho Myung-woo          | 85 Pkt. | Eddy Merckx     | 69 Pkt. | Tayfun Taşdemir | 61 Pkt. |
| 2025/1 | Blois               |                        | ?       |                 | ?       |                 | ?       |
| 2026/1 | Kolumbien           |                        | ?       |                 | ?       |                 | ?       |
| 2026/2 | Frankreich          |                        | ?       |                 | ?       |                 | ?       |
| 2026/3 | Vietnam             |                        | ?       |                 | ?       |                 | ?       |
| 2026/4 | China Volksrepublik |                        | ?       |                 | ?       |                 | ?       |